# 알렉스 니콜
알렉산더 리빙스턴 니콜 주니어(영어: Alexander Livingston Nicol Jr., 1916년 1월 20일 ~ 2001년 7월 29일)는 미국의 배우이다.

## 영화
- 킹콩의 대역습 (1976년) - 데이비스 중령 역
- 허클베리 핀 (1975년)
- 더 클론스 (1973년)
- 호머 (1970년)
- 기관총 엄마 (1970년)
- 타잔 - 론 엘리 편 4 (1968년)
- 타잔 - 론 엘리 편 3 (1967년)
- 서부를 향해 달려라 (1965년)
- 카사 그란데의 총잡이들 (1964년)
- 런 위드 더 데블 (1963년)
- 다섯 낙인의 여자 (1960년)
- 비명 해골 (1958년)
- 그레이트 데이 인 더 모닝 (1956년)
- 라라미에서 온 사나이 (1955년)
- 전략 공군 사령부 (1955년)
- 어바웃 미스터 레슬리 (1954년)
- 클라이막스! (1954년)
- 더 레드헤드 프롬 와이오밍 (1953년)
- 법과 질서 (1953년)
- 레드 볼 익스프레스 (1952년)
- 미트 대니 윌슨 (1952년)